# Världsmästerskapet i innebandy för herrar 2008
Världsmästerskapet i innebandy för herrar 2008 var det sjunde i ordningen, arrangerat av IFF, och det första spelat i slutet av kalenderåret (till skillnad från de sex förra som spelades i maj–juni), och spelades i Ostrava och Prag, Tjeckien, 6 till 14 december 2008.
De nio bästa av de tjugo deltagande landslagen från senaste VM 2006 plus vinnaren av B-divisionen 2006, Estland, utgjorde A-divisionen, medan övriga tio spelade i B-divisionen som bestod av två grupper, med fem lag i varje.
Finland blev för första gången världsmästare efter vinst i finalen med 7–6 (sudden death) mot nordiska rivalerna Sverige, som dittills vunnit samtliga världsmästerskap sedan det första 1996, medan Schweiz vann brons efter vinst med 5–4 (sudden death) mot Tjeckien i matchen om tredjepris.
Inget landslag åkte ur A-divisionen, men de två sämst placerade lagen, Danmark och Italien, fick kvala våren 2010 mot fjorton andra europeiska landslag om fyra platser i följande VM 2010.

## Slutställning

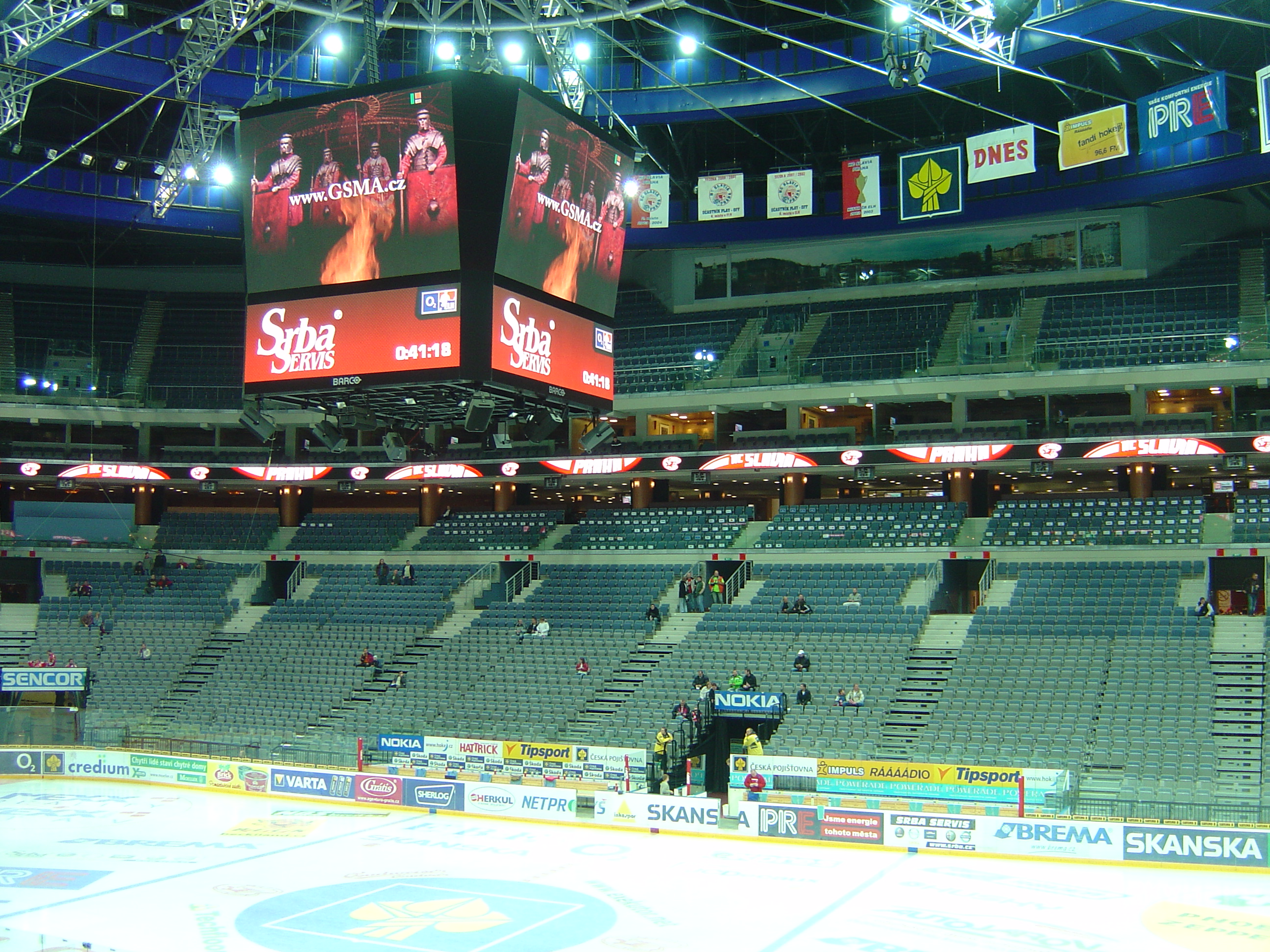
O2 Arena i Prag

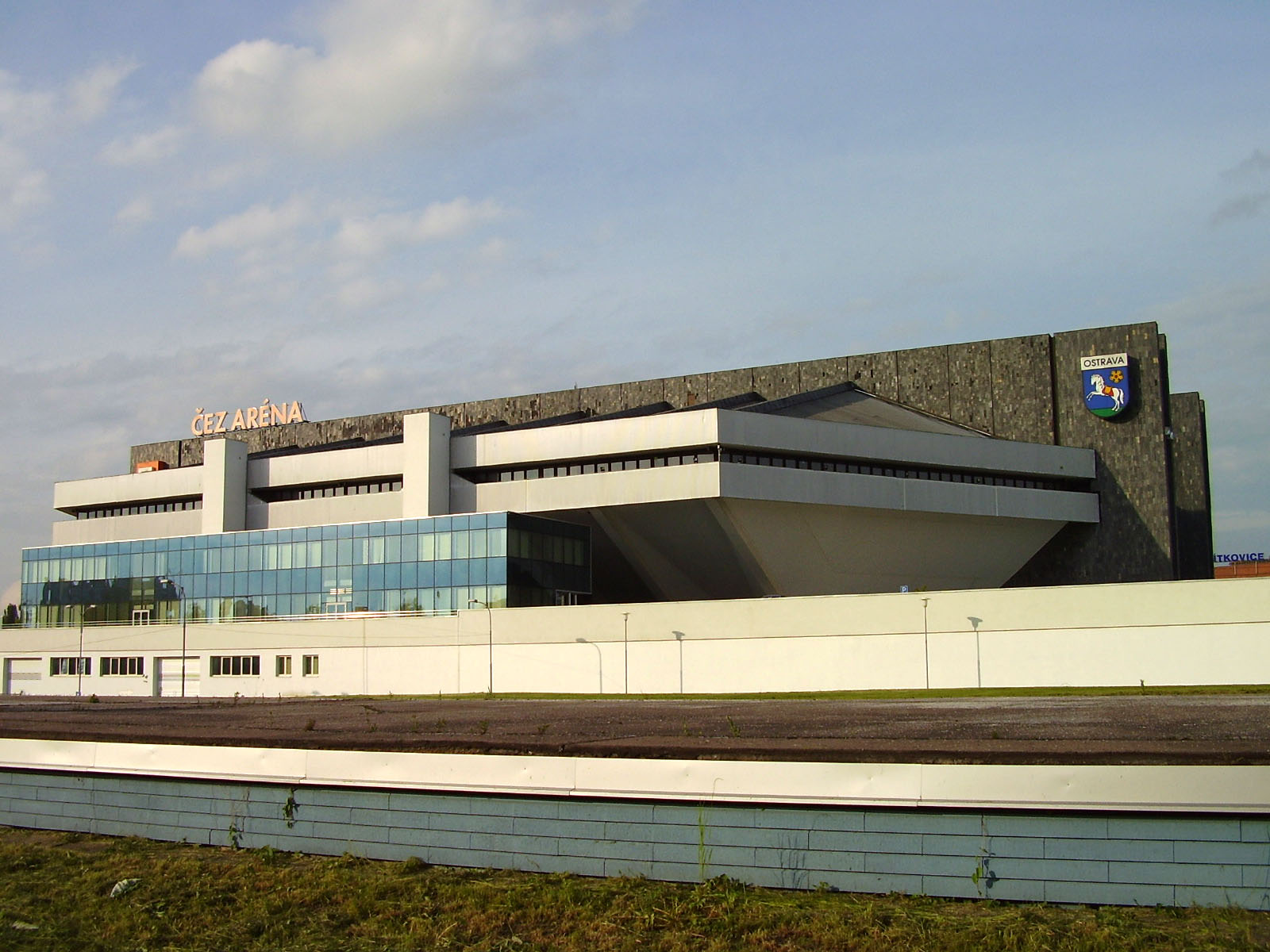
ČEZ Aréna i Ostrava

| A-VM 2008 | A-VM 2008 |
| --------- | --------- |
| Guld      | Finland   |
| Silver    | Sverige   |
| Brons     | Schweiz   |
| 4.        | Tjeckien  |
| 5.        | Lettland  |
| 6.        | Norge     |
| 7.        | Ryssland  |
| 8.        | Estland   |
| 9.        | Danmark   |
| 10.       | Italien   |

| B-VM 2008 | B-VM 2008      |
| --------- | -------------- |
| 11.       | Tyskland       |
| 12.       | Polen          |
| 13.       | USA            |
| 14.       | Österrike      |
| 15.       | Singapore      |
| 16.       | Japan          |
| 17.       | Ungern         |
| 18.       | Slovenien      |
| 19.       | Nederländerna  |
| 20.       | Storbritannien |

## A-divisionen

### Förklaring till tabellen
Förklaringar till tabellerna:
- SP = Spelade matcher
- V = Vinster
- O = Oavgjorda
- F = Förluster
- GM = Gjorda mål
- IM = Insläppta mål
- Pts = Poäng
- MSK = Målskillnad

## Gruppspel

### Grupp A
| Lag      | Spelade | Vinster | Oavgjorda | Förluster | Gjorda mål | Insläppta mål | Poäng | Målskillnad |
| -------- | ------- | ------- | --------- | --------- | ---------- | ------------- | ----- | ----------- |
| Sverige  | 4       | 4       | 0         | 0         | 53         | 9             | 8     | +44         |
| Tjeckien | 4       | 3       | 0         | 1         | 29         | 11            | 6     | +18         |
| Lettland | 4       | 2       | 0         | 2         | 20         | 23            | 4     | -3          |
| Ryssland | 4       | 0       | 1         | 3         | 12         | 37            | 1     | -25         |
| Italien  | 4       | 0       | 1         | 3         | 12         | 43            | 1     | -31         |

| 6 december 2008  | Ryssland - Tjeckien | 1 - 8  |
| 6 december 2008  | Sverige - Italien   | 18 - 0 |
| 7 december 2008  | Tjeckien - Sverige  | 4 - 5  |
| 7 december 2008  | Lettland - Ryssland | 4 - 3  |
| 8 december 2008  | Ryssland - Sverige  | 1 - 18 |
| 8 december 2008  | Italien - Lettland  | 3 - 9  |
| 9 december 2008  | Lettland - Tjeckien | 3 - 5  |
| 9 december 2008  | Italien - Ryssland  | 7 - 7  |
| 10 december 2008 | Tjeckien - Italien  | 12 - 2 |
| 10 december 2008 | Sverige - Lettland  | 12 - 4 |

### Grupp B
| Lag     | Spelade | Vinster | Oavgjorda | Förluster | Gjorda mål | Insläppta mål | Poäng | Målskillnad |
| ------- | ------- | ------- | --------- | --------- | ---------- | ------------- | ----- | ----------- |
| Finland | 4       | 4       | 0         | 0         | 34         | 7             | 8     | +27         |
| Schweiz | 4       | 3       | 0         | 1         | 28         | 17            | 6     | +11         |
| Norge   | 4       | 2       | 0         | 2         | 31         | 32            | 4     | -1          |
| Estland | 4       | 1       | 0         | 3         | 18         | 32            | 2     | -14         |
| Danmark | 4       | 0       | 0         | 4         | 11         | 34            | 0     | -23         |

| 6 december 2008  | Norge - Danmark   | 7 - 3  |
| 6 december 2008  | Estland - Schweiz | 6 - 7  |
| 7 december 2008  | Schweiz - Norge   | 9 - 6  |
| 7 december 2008  | Finland - Estland | 7 - 0  |
| 8 december 2008  | Estland - Norge   | 5 - 13 |
| 8 december 2008  | Danmark - Finland | 2 - 8  |
| 9 december 2008  | Finland - Schweiz | 4 - 0  |
| 9 december 2008  | Danmark - Estland | 5 - 7  |
| 10 december 2008 | Schweiz - Danmark | 12 - 1 |
| 10 december 2008 | Norge - Finland   | 5 - 15 |

## Placeringsmatcher

### Match om 9:e plats
| Datum            | Match om 9:e plats | Resultat |
| ---------------- | ------------------ | -------- |
| 13 december 2008 | Italien - Danmark  | 2 - 5    |

### Match om 7:e plats
| Datum            | Match om 7:e plats | Resultat |
| ---------------- | ------------------ | -------- |
| 13 december 2008 | Estland - Ryssland | 8 - 14   |

### Match om 5:e plats
| Datum            | Match om 5:e plats | Resultat |
| ---------------- | ------------------ | -------- |
| 14 december 2008 | Lettland - Norge   | 6 - 5    |

## Slutspel

### Slutspelstabell
|  | Semifinal | Semifinal | Semifinal |  |  | Final               | Final               | Final               |
|  |           |           |           |  |  |                     |                     |                     |
|  | 1         | Sverige   | 3         |  |  |                     |                     |                     |
|  | 4         | Schweiz   | 2         |  |  |                     |                     |                     |
|  |           |           |           |  |  |                     | Sverige             | 6                   |
|  |           |           |           |  |  |                     | Finland             | 7                   |
|  | 2         | Finland   | 4         |  |  |                     |                     |                     |
|  | 3         | Tjeckien  | 2         |  |  | Match om tredjepris | Match om tredjepris | Match om tredjepris |
|  |           |           |           |  |  |                     | Schweiz             | 5                   |
|  |           |           |           |  |  |                     | Tjeckien            | 4                   |

### Semifinaler
| Datum            | Semifinal 1        | Resultat |
| ---------------- | ------------------ | -------- |
| 13 december 2008 | Finland - Tjeckien | 4 - 2    |

| Datum            | Semifinal 2       | Resultat   |
| ---------------- | ----------------- | ---------- |
| 13 december 2008 | Sverige - Schweiz | 3 - 2 (SD) |

### Bronsmatch
| Datum            | Bronsmatch         | Resultat   |
| ---------------- | ------------------ | ---------- |
| 14 december 2008 | Schweiz - Tjeckien | 5 - 4 (SD) |

### Final
| Datum            | VM-FINAL          | Resultat   |
| ---------------- | ----------------- | ---------- |
| 14 december 2008 | Sverige - Finland | 6 - 7 (SD) |

| Världsmästare: Finland (första titeln) |

## Statistik

### All Starlaget
- Målvakt: Henri Toivoniemi
- Försvarare: Daniel Folta, Henrik Quist
- Center: Fredrik Djurling
- Anfallare: Aleš Zálesný Santtu Manner

### Poängligan
Not: SM = Spelade matcher, M = Mål, A = Assist, Pts = Poäng
| Spelare  | Spelare             | SM | M  | A  | Pts |
| -------- | ------------------- | -- | -- | -- | --- |
| Sverige  | Fredrik Djurling    | 6  | 11 | 4  | 15  |
| Norge    | Willy Fauskanger    | 5  | 8  | 6  | 14  |
| Finland  | Rickie Hyvärinen    | 6  | 6  | 7  | 13  |
| Estland  | Henrik Talme        | 5  | 4  | 9  | 13  |
| Schweiz  | Emanuel Antener     | 6  | 2  | 11 | 13  |
| Sverige  | David Gillek        | 6  | 10 | 2  | 12  |
| Sverige  | Daniel Calebssons   | 6  | 7  | 5  | 12  |
| Tjeckien | Ales Zálesný        | 6  | 7  | 4  | 11  |
| Norge    | Ketil Kronberg      | 5  | 5  | 6  | 11  |
| Sverige  | Magnus Svensson     | 6  | 8  | 2  | 10  |
| Schweiz  | Christoph Hofbauer  | 6  | 8  | 2  | 10  |
| Ryssland | Roman Druzhininskiy | 5  | 7  | 3  | 10  |

## B-divisionen

### Grupp C
| Lag            | Spelade | Vinster | Oavgjorda | Förluster | Gjorda mål | Insläppta mål | Poäng | Målskillnad |
| -------------- | ------- | ------- | --------- | --------- | ---------- | ------------- | ----- | ----------- |
| Tyskland       | 4       | 4       | 0         | 0         | 62         | 12            | 8     | +50         |
| Österrike      | 4       | 3       | 0         | 1         | 26         | 15            | 6     | +11         |
| Singapore      | 4       | 2       | 0         | 2         | 19         | 34            | 4     | -15         |
| Slovenien      | 4       | 1       | 0         | 3         | 17         | 31            | 2     | -14         |
| Storbritannien | 4       | 0       | 0         | 4         | 15         | 47            | 0     | -32         |

### Grupp D
| Lag           | Spelade | Vinster | Oavgjorda | Förluster | Gjorda mål | Insläppta mål | Poäng | Målskillnad |
| ------------- | ------- | ------- | --------- | --------- | ---------- | ------------- | ----- | ----------- |
| Polen         | 4       | 4       | 0         | 0         | 40         | 15            | 8     | +25         |
| USA           | 4       | 3       | 0         | 1         | 23         | 19            | 6     | +4          |
| Japan         | 4       | 2       | 0         | 2         | 21         | 16            | 4     | +5          |
| Ungern        | 4       | 1       | 0         | 3         | 18         | 31            | 2     | -13         |
| Nederländerna | 4       | 0       | 0         | 4         | 16         | 37            | 0     | -21         |

## Placeringsmatcher

### Match om 19:e plats
| Datum            | Match om 19:e plats            | Resultat |
| ---------------- | ------------------------------ | -------- |
| 12 december 2008 | Srotbritannien - Nederländerna | 3 - 4    |

### Match om 17:e plats
| Datum            | Match om 17:e plats | Resultat |
| ---------------- | ------------------- | -------- |
| 12 december 2008 | Ungern - Slovenien  | 5 - 4    |

### Match om 15:e plats
| Datum            | Match om 15:e plats | Resultat |
| ---------------- | ------------------- | -------- |
| 13 december 2008 | Singapore - Japan   | 4 - 2    |

### Match om 13:e plats
| Datum            | Match om 13:e plats | Resultat |
| ---------------- | ------------------- | -------- |
| 13 december 2008 | USA - Österrike     | 9 - 5    |

## Slutspel B-divisionen

### Semifinaler
| Datum            | Semifinal 1    | Resultat |
| ---------------- | -------------- | -------- |
| 12 december 2008 | Tyskland - USA | 9 - 4    |

| Datum            | Semifinal 2       | Resultat |
| ---------------- | ----------------- | -------- |
| 12 december 2008 | Polen - Österrike | 7 - 3    |

### Final
| Datum            | Final B-VM       | Resultat |
| ---------------- | ---------------- | -------- |
| 13 december 2008 | Tyskland - Polen | 11 - 7   |